# Pierre de Fénin
Pierre de Fénin (Geburts- und Sterbedatum unbekannt: 1. Hälfte 15. Jahrhundert, * in Arras, † wahrscheinlich 1433) war ein Chronist des 15. Jahrhunderts. Er entstammte einer Adelsfamilie aus Artois.  

## Leben
Ihm wird eine französischsprachige Chronik Mémoires de Pierre de Fenin zugeschrieben, die den Zeitraum 1407 bis 1427 abdeckt und unter anderem auch von der Schlacht von Azincourt sowie vom Mord an Louis de Valois, duc d’Orléans berichtet. Die Erinnerungen schildern auch die Spannungen und Kämpfe zwischen verschiedenen französischen Adelshäusern und thematisieren den Bürgerkrieg der Armagnacs und Bourguignons. Seine Chroniken enden mit der Begründung Burgunds als einen unabhängigen Länderkomplex aus den Grafschaften Holland, Zeeland, Friesland und Hennegau durch Philipp III.
Die Memoiren wurden erstmals 1653 durch Denis Godefroy publiziert. Die erste wissenschaftliche Ausgabe stammt aus dem Jahre 1837 und trug den Titel Mémoires de Pierre de Fénin comprenant le récit des événements qui se sont passés en France et en Bourgogne sous les règnes de Charles VI et Charles VII (1407–1427).